# Differenzielle Objektmarkierung
Unter dem Begriff differenzielle Objektmarkierung (DOM) versteht man das Phänomen, dass viele Sprachen der Welt direkte Objekte nur unter bestimmten Bedingungen formal (morphologisch) kennzeichnen. Je nachdem, wie genau diese Bedingungen in einer bestimmten Sprache gestaltet sind, werden also bestimmte direkte Objekte markiert, wenn diese Bedingungen vorliegen oder nicht markiert, wenn diese Bedingungen nicht vorliegen.
Semantische bzw. pragmatische Merkmale der betreffenden Substantive, wie Belebtheit und Definitheit, aber auch Merkmale des Verbs, wie z. B. der Aspekt, können je nach Sprache dieses Phänomen bedingen. Bekannte Auslöser sind die Belebtheit des direkten Objekts, die Definitheit des direkten Objekts (oder seine Spezifität) oder wie sehr das Objekt durch die vom Verb beschriebene Handlung affektiert wird. In manchen Sprachen führt nur einer dieser Faktoren zur differenziellen Objektmarkierung (eine Sprache fordert z. B. eine Markierung des Objekts, wenn dieses definit ist, Belebtheit spielt aber keine Rolle) und in anderen Sprachen spielt eine Kombination dieser Faktoren eine Rolle. In der Abbildung „Auslöser der differenziellen Objektmarkierung“ ist dargestellt, dass die differenzielle Objektmarkeriung wahrscheinlicher wird, je belebter, je definiter und je affizierter das direkte Objekt ist.

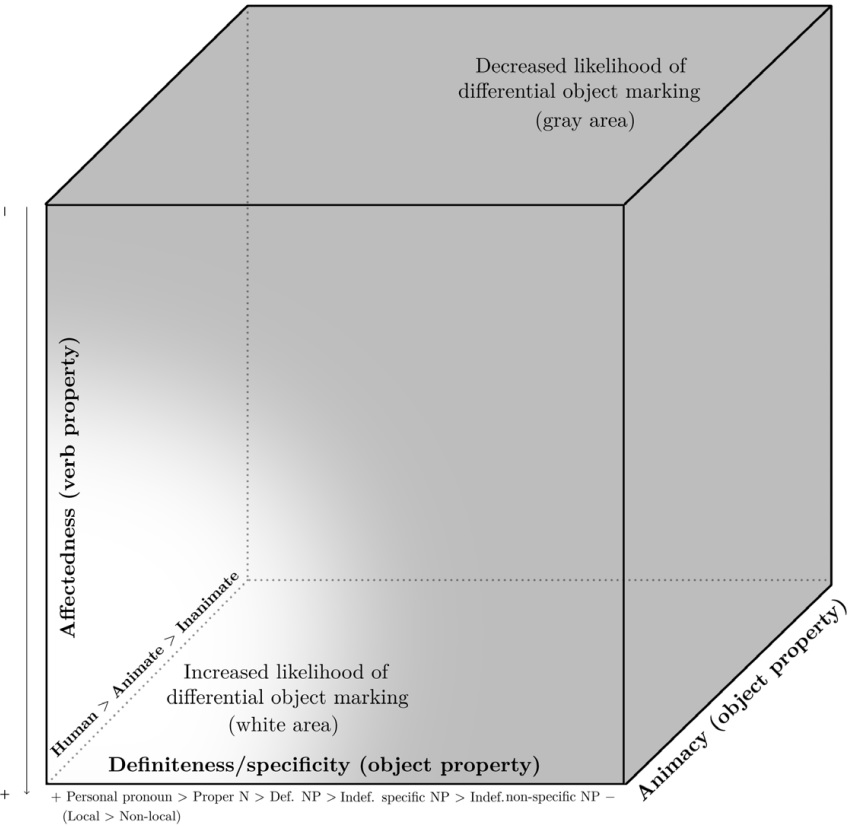
Auslöser der differenziellen Objektmarkierung

Als Beispiel seien die folgenden Sätze aus dem Iwrit angeführt, wo der Objekt-Marker et nur bei definiten Substantiven gesetzt wird:
- ani xotev mixtav „ich schreibe (einen) Brief“
- ani xotev et ha-mixtav „ich schreibe MARKER den Brief“

Im Iwrit lautet die Bedingung unter der differenzielle Objektmarkierung auftritt also, dass das direkte Objekt definit sein muss. Ist das direkte Objekt definit, wird eine Markierung eingefügt, ist das direkte Objekt indefinit, wird keine Markierung vorgenommen.

## Sprachen mit differenzieller Objektmarkierung (DOM)
Dazu gehören u. a. einige romanische Sprachen, wie z. B. das Spanische (hier betrifft es den Marker a der auch als präpositionaler Akkusativ bezeichnet wird), oder das Rumänische. Sprachen ohne eine solche Differenzierung sind – unter den Sprachen, die überhaupt direkte Objekte markieren – weltweit sogar in der Minderheit. – Beispiele:
```
* 
La madre busca 
al
 granuja.
 Die Mutter sie sucht 
zu dem
 Bengel. Belebt, spezifisch;
* 
La madre busca 
la
 pantufla.
 Die Mutter sucht 
die
 Schlappen. Unbelebt, spezifisch;
* 
La madre busca 
a un
 granuja.
 Die Mutter sucht einen bestimmten Straßenjungen. Belebt, spezifisch, allgemein;
* 
La madre busca 
un
 granuja.
 Die Mutter sucht einen Straßenjungen. Belebt (auch für Unbelebt), unspezifisch.
[
3
]
```

Grammatikalisch falsch wäre der Satz „La madre busca a una pantufla“ hier ein unbelebtes Objekt (unbelebt, spezifisch, allgemein) mit dem präpositionalen Akkusativ bzw. Marker a.
Differenzielle Objektmarkierung existiert nicht nur Lautsprachen, sondern auch in Gebärdensprachen, wie z. B. der Deutschen Gebärdensprache (DGS). In der DGS werden belebte direkte Objekte mit einer speziellen Gebärde markiert (die Gebärde wird i. d. R. als AUF bezeichnet) während unbelebte direkte Objekte diese Markierung nicht erhalten.

## Sprachen ohne differenzielle Objektmarkierung (DOM)
Sprachen ohne DOM, wie z. B. Latein, Deutsch oder Altgriechisch, müssen hingegen den Akkusativ beim direkten Objekt obligatorisch anwenden.